# بينوكيو (فلم 1940)
بينوكيو (بالإنجليزية: Pinocchio) هو ثاني فيلم رسوم متحركة في الرسوم المتحركة والت ديزني الكلاسيكية. من إنتاج والت ديزني كان صدر عن طريق المسارح لراديو RKO صور في 7 شباط / فبراير 1940 وهو من إنتاج والت ديزني. مبني على قصة بينوكيو: حكاية دمية من كارلو كولودي، وكان ذلك في رد على النجاح الهائل من سنو وايت والأقزام السبعة. المؤامرة في الفيلم تنطوي على دمية خشبية تقوم إلى الحياة من جانب حورية زرقاء، الذي تقول له انه يمكن أن يصبح حقيقي إذا أثبت نفسه «شجاع، صادق، وغير أناني». وهكذا تبدأ مغامرات الدمية ليصبح صبي حقيقي، التي تنطوي على العديد من اللقاءات مع مجموعة من الشخصيات الكريهة.

## وصلات خارجية
- مقالات تستعمل روابط فنية بلا صلة مع ويكي بيانات